# Tempora mutantur
Tempora mutantur es un proverbio latino cuya traducción sería los tiempos cambian o los tiempos están cambiados. En realidad el proverbio se enmarca dentro de un hexámetro  tempora mutantur, et nos mutamur in illis traducido como Los tiempos cambian y nosotros cambiamos con ellos. Es un enunciado sentencioso al modo de una paremia que pretende expresar una verdad sobre el mundo y el ser humano.

## Origen del proverbio
Se puede rastrear la idea del cambio como constante y de la realidad como cambiante hasta el filósofo griego Heráclito. La formulación clásica está en la sentencia griega "τἀ πἀντα ρει" que se traslada al latín con  omnia mutantur; todo cambia. Ejemplo claro de la idea del cambio se encuentra en Las Metamorfosis Ovidianas. El Omnia mutantur et nos mutamur in illis se ha atribuido a Lotario I por parte de Matthias Borbonius. La sentencia se le ha atribuido igualmente y de forma incorrecta a Cicerón.
Igualmente este proverbio pasó a convertirse en tópico literario como también lo hizo el Tempus fugit, esto es, el tiempo huye.